# Шипуновское сельское поселение (Омская область)
Шипуновское се́льское поселе́ние — муниципальное образование в Крутинском районе Омской области Российской Федерации.
Административный центр — село Шипуново.

## История
Статус и границы сельского поселения установлены Законом Омской области от 30 июля 2004 года № 548-ОЗ «О границах и статусе муниципальных образований Омской области».

## Население
| 2010 | 2011 | 2012 | 2013 | 2014 | 2015 | 2016 |
| ---- | ---- | ---- | ---- | ---- | ---- | ---- |
| 979  | ↘976 | ↘950 | ↘936 | ↘895 | ↘882 | ↘867 |
| 2017 | 2018 | 2019 | 2020 | 2021 | 2023 |      |
| ↘853 | ↘826 | ↘804 | ↘781 | ↘668 | ↘636 |      |

## Состав сельского поселения
| № | Населённый пункт | Тип населённого пункта       | Население |
| - | ---------------- | ---------------------------- | --------- |
| 1 | Горькое          | деревня                      | 149       |
| 2 | Сингуль          | деревня                      | 88        |
| 3 | Челдак           | деревня                      | 6         |
| 4 | Шипуново         | село, административный центр | 736       |

### Упразднённые населённые пункты
Солорёвка — упразднена Законом Омской области от 01 ноября 2008 года № 1090-ОЗ